# Walter Hedemann
Walter Hedemann (* 17. Juli 1932 in Lübeck; † 6. November 2019) war ein deutscher Liedermacher und Kabarettist, der von 1965 bis 1967 bei den Chanson-Folklore-Festivals auf der Burg Waldeck bekannt wurde.

## Leben
Hedemann wuchs in Naumburg (Saale) auf und studierte an der Martin-Luther-Universität Halle-Wittenberg Musik sowie Deutsch und Englisch an der Humboldt-Universität zu Berlin. 1961 kam er als Assessor nach Hameln, wo er mit seiner Familie lebte.
Anfang der 1960er Jahre begann er Chansons und Couplets zu schreiben, die er selbst am Klavier vortrug. Manche waren eher Nonsens-Lieder (so z. B. seine Klapphornverse), andere wieder von ironisch-kritischem (Kleinstadt-Idylle; Großstadt-Idylle; Zwischenfrage, resignierend) bis makabrem Charakter und erinnern etwas an die frühen schwarzhumorigen Lieder Georg Kreislers (Zwei Naturkinder). Sein eigentliches Vorbild war allerdings der Wiener Kabarettist Gerhard Bronner. Das erste halbe Dutzend seiner Chansons veröffentlichte Radio Bremen 1963 in der damaligen Sendereihe Das Funkdebut, darunter die Titel Der Verkehrsampel-Fan und Madeleine oder Das Hemd. Bei einem „Sängerkrieg“ des Senders errang er 1967 den ersten Preis, noch vor Hanns Dieter Hüsch.
Es folgten drei Jahrzehnte mit bundesweiten Auftritten sowie zahlreichen Hörfunk- und Fernseh-Produktionen, meist in Deutschland, mehrmals als Mitwirkender in Hanns Dieter Hüschs Gesellschaftsabend (SR); 1977 in Alfred Bioleks Kölner Treff (WDR) und Heinz Schenks Blauem Block (hr).
Anlässlich der LP Herzlich willkommen (1975) schrieb die Fachzeitschrift HiFi Stereophonie: „… Ein Liedersänger von Format, ein Typ, der es dicker hinter den Ohren hat, als man zunächst annimmt. Hedemann war ein gewitzter Beobachter, seine gefällige, unaufwendige, charmant-harmlose Art, die Songs vorzutragen und am Klavier zu begleiten, täuschte über die Präzision der Texte hinweg. Hedemann konnte seine Objekte trefflich festnageln; ihm gelangen hellsichtige Satiren gegen deutsche Chorschnulzen, Pariser Musette-Klischees, primitive Stimmungsmacher und kleinstädtischen Interessenklüngel. Zwei Meisterstücke sind Das Lied vom Mehr und Die Anpassung. […] Die schwachen Stücke sind selten, dagegen finden wir in den stärkeren Titeln ungewöhnlich humorige Reime und, obwohl aus einfachen Grundmustern zusammengesetzt, durchweg interessante, klischeeferne Formen.“ (HiFi Stereophonie 8/75)
Trotz solcher Anerkennung hielt sich Hedemann wegen seines Hauptberufes als Gymnasiallehrer aus der Vermarktungsindustrie weitgehend heraus, weswegen er nicht den Bekanntheitsgrad ähnlicher Sänger wie z. B. Schobert und Black oder Ulrich Roski erlangte. Zwischen 1977 und 1994 schrieb Hedemann etliche Hörfunk-Sketche für den Westdeutschen und den Saarländischen Rundfunk, darunter etliche Folgen der Serie Papa, Charly hat gesagt….
Walter Hedemann war als Pianist, Texter und Arrangeur des Hamelner Lehrerensembles „Pädagogian Harmonists“ aktiv. Außerdem schrieb und sprach er seit 2002 allwöchentlich Hörfunk-Glossen für den Hamelner Lokalsender Radio Aktiv. Hier las Hedemann auch Alphonse Daudets Roman Tartarin von Tarascon in deutscher Übersetzung, wovon ein Hörbuch mit drei CDs herauskam.
Hedemann starb im November 2019 im Alter von 87 Jahren.

## Veröffentlichungen

### Tonträger

#### Eigene
- Na hören Sie mal!, EP, Xenophon 1967
- Sch(m)erz beiseite, EP, Xenophon 1967
- Unterm Stachelbeerbusch, LP, Intercord Xenophon 1970
- Herzlich willkommen, LP, Songbird 1975
- Erfreuliche Bilanz, LP, Thorofon 1979
- Beim Frühstück, LP, Thorofon 1982
- Kabarett aus Hameln, LP, 1984
- Chansons – was sonst?, MC, 1992
- Chansons von neulich bis nachher, CD, 1995
- In alter Liebe, CD, Conträr Musik 1999
- Walter Hedemann liest: Alphonse Daudet, Tartarin von Tarascon, 3-CD-Hörbuch, 2008
- Chansons, was sonst? Walter Hedemann singt eigene Chansons aus 40 Jahren, 3 CDs, Conträr Musik 2012

#### Auf Sammlungen mit anderen Künstlern
- Makaber macht lustig – Songs aus dem „Schrägen Turm“, LP, Xenophon 1967 – (Steter Trost oder: Auch du kannst glücklich sein, Zwei Knaben hatten eine Fidel (Klapphornverse))
- Burg Waldeck Festival 1967, LP, Xenophon 1968 – (Kleinstadt-Idylle)
- Chanson & Folk Supersession Volume 1, LP, Intercord Xenophon 1975 – (Großstadt-Idylle)
- Chanson & Folk Supersession Volume 2, LP, Intercord Xenophon 1975 – (Der Verkehrsampel-Fan)
- Hanns Dieter Hüschs Gesellschaftsabend, Doppel-CD, Conträr Musik 2000 – (Laudatio – Schaun wir doch lieber mal beim Hüsch rein)
- Burg Waldeck Festivals 1967 – Chanson, Folklore International, Doppel-CD (erweiterte Neuveröffentlichung der LP von 1968), Studio Wedemark 2004 – (Kleinstadt-Idylle)
- Für wen wir singen – Liedermacher in Deutschland, Vol. 1, 3 CDs, Bear Family Records 2007 – (Zwei Knaben hatten eine Fidel (Klapphornverse), Wald-Mädel-Sang (für Männerchor), Steter Trost oder: Auch du kannst glücklich sein)
- Die Burg Waldeck Festivals 1964–1969, Buch und 10 CDs, Bear Family Records 2008 – (Der Astronautenmarsch, Steter Trost, Kleinstadt-Idylle, Wald-Mädel-Sang, Der Kleindeutsche, Brief nach drüben, Der Halbzersetzte)
- Das Deutsche Chanson und seine Geschichte(n), 100 Jahre Lied – Teil 3, 3 CDs, Bear Family Records 2012 – (Die kleinen Dinge)

### Bücher
- Dorothea oder Wer hat Angst vor Hermann Gessler? – Posse mit Gesang, Bärenreiter Verlag, Kassel und Basel 1970
- Chansons, Voggenreiter Verlag, Bad Godesberg 1970
- Nur ein Fall Werner, Deutscher Theaterverlag, Weinheim/Bergstraße 1973
- Pampelmus und Blechpott – Ein Stück für Kinder, Bärenreiter Verlag, Kassel und Basel 1974
- Haushalt ohne Mama, Deutscher Theaterverlag 1985
- Es bleibt in der Familie, Deutscher Theaterverlag 1993
- Des Ventilators – Hörfunk-Glossen, Wagner Verlag, Gelnhausen, 2007